# 比爾·提勒
比爾·提勒（英語：Bill Tiller，1967年11月1日—）是美國的男性電子遊戲美術師、設計師，以及為遊戲公司Autumn Moon Entertainment的創建者。

## 經歷
在加入LucasArts時，比爾最初擔任當時仍在開發階段的遊戲《異星搜奇》美術內容。後續比爾也多經手LucasArts的冒險遊戲美術事務，包含《極速天龍》、《猴島的詛咒》等等。
2001年比爾離開LucasArts後曾在ArenaNet工作一陣子，之後隔年則創立遊戲開發公司Autumn Moon Entertainment，比爾則在2008年推出第一款個人開發的電子遊戲《吸血鬼的故事》。
推出個人第二款開發遊戲《巫胡島的幽靈海盜》後，因財務狀況因素Autumn Moon Entertainment結束運作，比爾便再次以自由業身份接案。此期間曾在由先前LucasArts員工成立的MunkyFun公司為遊戲《賞金機器人》、或是Owlchemy Labs公司的《依偎卡車》擔任美術方面事務。
在《依偎卡車》獲得市面上不差的反應後，比爾靠相關版稅收入尋找再次開發遊戲的機會。2013年比爾在公眾集資網站Kickstarter發表想開發《吸血鬼的故事》遊戲續作的募款專案，雖然此專案最後沒成功；但比爾仍持續進行遊戲開發。之後2014年，比爾於Kickstarter網站上提出的《巫胡島的幽靈海盜》外傳遊戲開發的募款專案資金取得成功後，所完成成品則是於2016年推出的《格拉博斯博公爵：大劍豪》。

## 參與作品
- 星際大戰：反攻軍突擊（1993年）：美術
- 超級星際大戰：絕地大反攻（1994年）：美術
- 印地安納瓊斯的大冒險（1994年）：美術
- 極速天龍（1995年）：美術
- 異星搜奇（1995年）：美術指導
- 猴島的詛咒（1997年）：背景美術
- 印地安納瓊斯：末日危機（1999年）：美術
- 吸血鬼的故事（2008年）：專案領導、劇本、美術
- 巫胡島的幽靈海盜（2009年）：專案領導、劇本、美術
- 賞金機器人（2011年）：美術指導
- 依偎卡車（2011年）：美術
- 伐木工傑克（2013年）：美術
- 危險之人（2014年）：遊戲設計
- 寶貝龍冒險：幻想者（2015年）：資深概念美術
- 格拉博斯博公爵：大劍豪（2016年）：專案領導、劇本、美術